# Shelbyville (Indiana)
Shelbyville is een plaats (city) in de Amerikaanse staat Indiana, en valt bestuurlijk gezien onder Shelby County.

## Demografie
Bij de volkstelling in 2000 werd het aantal inwoners vastgesteld op 17.951.
In 2006 is het aantal inwoners door het United States Census Bureau geschat op 18.372, een stijging van 421 (2.3%).

## Geografie
Volgens het United States Census Bureau beslaat de plaats een oppervlakte van
23,3 km², waarvan 23,0 km² land en 0,3 km² water. Shelbyville ligt op ongeveer 233 m boven zeeniveau.

## Plaatsen in de nabije omgeving
De onderstaande figuur toont nabijgelegen plaatsen in een straal van 24 km rond Shelbyville.

## Geboren
- Mike Sexton (1947-2020), pokerspeler en commentator